# Риб'янцева Інна Павлівна
Інна Павлівна Риб'янцева — (нар. 1940, м. Міллерово, РРФСР — 24 вересня 2023) ― директор Луганської обласної універсальної наукової бібліотеки, заслужений працівник культури України, голова Луганського обласного відділення Української бібліотечної асоціації, громадська діячка.
1965 року закінчила Харківський державний інститут культури.
Очолювала колектив Луганської обласної універсальної наукової бібліотеки ім. Горького з 1984 року. Є ініціатором і впровадження електронних технологій в бібліотеці. Є ініціатором проектів: «Мобільна школа комп'ютерної та Інтернет-грамотності для людей з вадами зору та руху», інформаційно-правовий майданчик «Правова інформація для кожного. Луганський варіант», проект Програми «Бібліоміст», завдяки участі в якому Луганщина отримала найвищий рейтинг у створенні Інтернет-центрів у бібліотеках регіону, протягом останніх трьох років бібліотека стала срібним та золотим номінантом національної презентаційно-рейтингової програми «Діловий імідж України. Визнання року».
У 2012 році нагороджена орденом княгині Ольги III ступеня за вагомий особистий внесок у розвиток національної культури, збереження бібліотечного фонду держави, багаторічну сумлінну працю та високий професіоналізм.